# Jana Milčinski
Jana Milčinski [Jána Milčínski] (rojstno ime Blagajana Podkrajšek), slovenska pisateljica, novinarka, prevajalka , * 5. december 1920, Ljubljana, Slovenija, † 13. april 2007, Mirje.

## Življenje in delo
Rodila se je v Ljubljani kot Jana Podkrajšek, tam je končala osnovno in srednjo šolo. Od leta 1960 in do upokojitve, leta 1980 je delala v uredništvu revije Otrok in družina. Objavljala je prevedene in prirejene strokovne in poljudne članke. Predstavljala je nove izide knjig. Objavljeni so bili njeni številni pogovori z znanimi osebnostmi, pod katerimi je bila podpisana s psevdonimom Katarina Jarc. Tudi sama je avtorica številnih strokovnih člankov.
Njen opus proznih del sestavljajo pravljice (realistične in fantazijske), slikanice in pripovedi (s tematiko NOB). Napisala je več radijskih oddaj in lutkovnih iger za otroke.

#### Prozna dela
- Matiček in Maja včeraj, danes, jutri in vsak dan, 1986 (COBISS)
- Zakaj sta Matiček in Maja zamudila pouk, 1972 (COBISS)
- Pisane zgodbe, 1976 (COBISS)
- Lukec dobi sestrico, 1986 (COBISS)
- Danes, ko postajam pionir, pionirka, 1988 (COBISS)
- To si ti, Nina, 1988 (COBISS)
- Pravljice za danes in jutri, 1992

#### Lutkovne igre
- Lutkovne igrice, 1985 (COBISS)
- Boj v omari, 1989 (COBISS)

Poročena je bila s slovenskim igralcem, režiserjem, satirikom in šansonjerjem Franetom Milčinskim Ježkom.Njuna sinova sta režiser Matija Milčinski in strojni inženir Matevž Milčinski.

## Nagrade in priznanja
- Levstikova nagrada za poljudnoznanstveno delo Lukec dobi sestrico 1986